# Bentley, Suffolk
Bentley är en by (village) och en civil parish i Babergh, Suffolk i östra England, Orten har 727 invånare. Den har en kyrka.